# Ісаел да Сілва Барбоза
Ісаел да Сілва Барбоза (порт. Isael da Silva Barbosa, нар. 13 травня 1988, Сан-Паулу) — бразильський футболіст, півзахисник катарського «Умм-Салаля».

## Ігрова кар'єра
Навчався футболу в академії клубу «Греміо», в якому і почав свою професійну кар'єру в 2009 році.
Протягом двох наступних сезонів віддавався в оренду — спочатку в бразильський «Спорт Ресіфі», з яким виграв чемпіонат штату Пернамбуко, потім у турецький «Гіресунспор».
2011 року перейшов в інший колектив з Бразилії — «Корітіба», і вже звідти практично відразу ж пішов в оренду в «Форталезу», а потім в «Сан-Каетану».
Своєю грою за останню команду привернув увагу представників тренерського штабу клубу «Насьонал», до складу якого приєднався в серпні 2012 року. Відіграв за клуб Фуншала півроку своєї ігрової кар'єри.
У січні 2013 року приєднався до складу російського «Краснодара», в якому провів півтора роки своєї кар'єри в статусі гравця ротації.
23 червня 2014 року на правах вільного агента уклав піврічний контракт з казахстанським «Кайратом». Згодом угоду між клубом і гравцем було подовжено до кінця 2018 року. Загалом кольори казахстанської команди захищав чотири з половиною роки, взявши участь у понад 100 матчах першості країни.
1 лютого 2019 року у статусі вільного гравця приєднався до угорського «Ференцвароша», за який грав до червня 2021 року.
Влітку 2021 року підписав контракт з катарським «Умм-Салалем»

## Титули і досягнення
- Переможець чемпіонату штату Пернамбуко (1): 2010
- Переможець Кубку Казахстану з футболу (4): 2014, 2015, 2017, 2018
- Переможець Суперкубку Казахстану з футболу (2): 2016, 2017
- Чемпіон Угорщини (3): 2018–19, 2019–20, 2020–21